# Dolné Lefantovce
Dolné Lefantovce é um município da Eslováquia, situado no distrito de Nitra, na região de Nitra. Tem 4,61 km² de área e sua população em 2018 foi estimada em 690 habitantes.

## Demografia
| Ano:        | 1994 | 2004 | 2014   | 2024    |
| ----------- | ---- | ---- | ------ | ------- |
| Broj ljudi: | 0    | 538  | 556    | 711     |
| Razlika:    |      | –    | +3,34% | +27,87% |

| Ano:               | 2023 | 2024   |
| ------------------ | ---- | ------ |
| Número de pessoas: | 717  | 711    |
| Diferença:         |      | -0,83% |